# Kościół Świętej Trójcy w Bielsku-Białej
Kościół św. Trójcy w Bielsku-Białej – zabytkowy kościół rzymskokatolicki w Bielsku-Białej, znajdujący się na Górnym Przedmieściu, przy ul. Sobieskiego. Jest kościołem parafialnym (parafia Trójcy Przenajświętszej) i należy do diecezji bielsko-żywieckiej (Dekanat Bielsko-Biała I – Centrum. Do 2014 roku pełnił funkcję kościoła garnizonowego. Powstał w stylu późnogotyckim w latach 1604–1608 i był kilkakrotnie przebudowywany.

## Historia

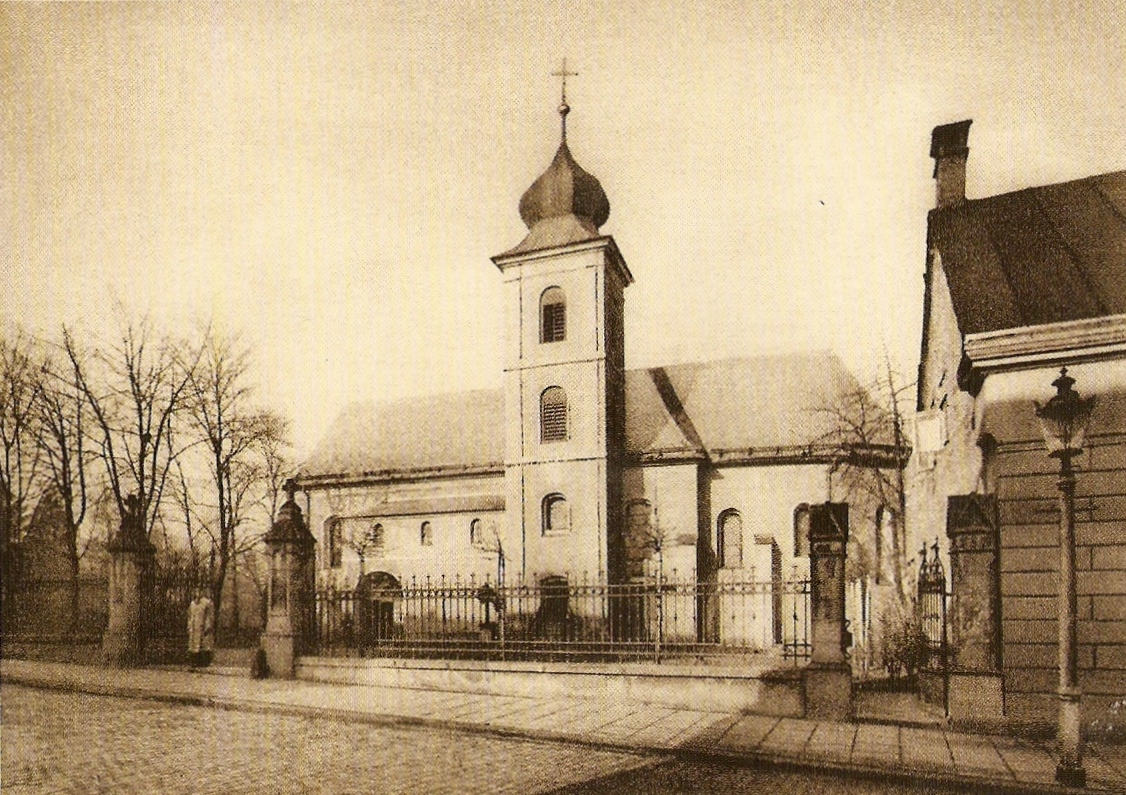
Kościół św. Trójcy w latach 1928-1934

Został zbudowany w latach 1604–1608 w stylu późnogotyckim przez mistrza murarskiego Szymona Georga jako pierwsza zupełnie nowa świątynia protestancka w mieście. Powstał dla upamiętnienia ofiar epidemii dżumy, która w 1599 zdziesiątkowała ludność miasta. Stanął na założonym w 1550 cmentarzu protestanckim i został w 1608 poświęcony jako kościół cmentarny.
W okresie kontrreformacji był ostatnim protestanckim kościołem w Bielsku. Przez katolików został przejęty w 1654, będąc odtąd kościołem filialnym parafii św. Mikołaja. Otaczający go cmentarz był we wspólnym użytkowaniu zarówno katolików, jak i protestantów.
Kościół w 1659 spłonął, odbudowano go dopiero w roku 1775. W 1808 strawił go kolejny pożar. Po odbudowie był użytkowany jako magazyn soli. W latach 1826–1831 został przebudowany staraniem proboszcza bielskiego ks. Mateusza Opolskiego, dodano wtedy nawę boczną i wieżę. W 1883, po kolejnej przebudowie, stał się kościołem szkolnym. W 1896 otaczający kościół cmentarz został zamknięty i zamieniony na plac kościelny oraz ogród.
W 1928 bielska firma R. Juttner & F. Bolek rozpoczęła sześcioletnią przebudowę kościoła. W tym czasie wydłużono nawę główną w kierunku zachodnim z dodaniem portalu i bocznej galerii. W 1934 przesunięto także wieżę ze środka na koniec kościoła i dobudowano nawę boczną.
Jednocześnie od 1928 zaczął pełnić funkcję kościoła garnizonowego.
W 1933 odbyły się w kościele uroczystości związane z 250 rocznicą „wiktorii wiedeńskiej”. Z tej okazji wmurowano w nim tablicę upamiętniającą Jana III Sobieskiego, a ulicę, przy której stoi nazwano jego imieniem.
W 1958 erygowano parafię Trójcy Przenajświętszej. Kościół św. Trójcy stał się kościołem parafialnym. W latach 80. XX wieku w sąsiedztwie kościoła zostały wybudowane salki katechetyczne, rozpoczęto też budowę nowej plebanii, prace jednak przerwano z powodów finansowych.

## Architektura

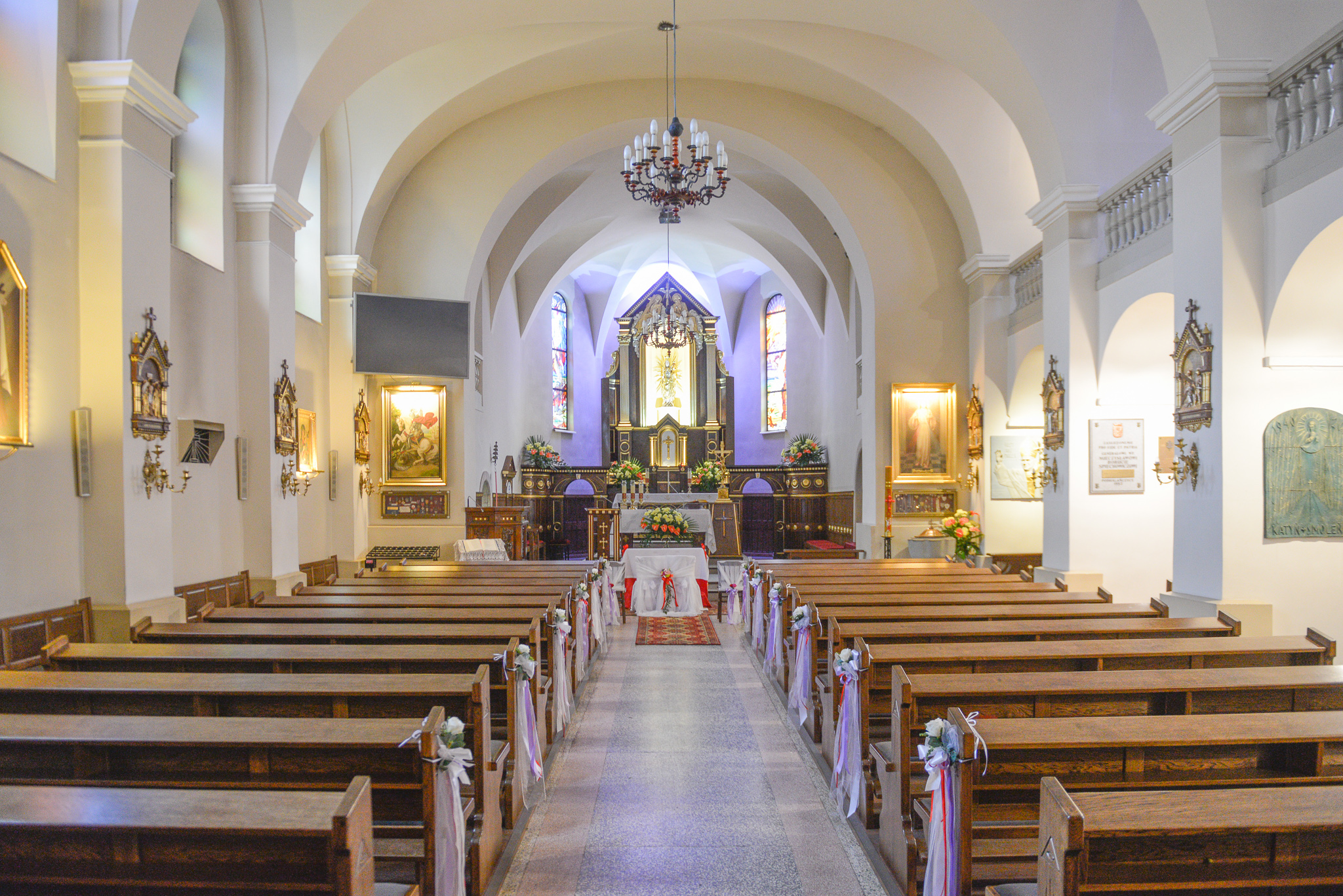
Wnętrze Kościoła św. Trójcy

Kościół jest budynkiem dwunawowym z dużym prezbiterium zakończonym apsydą.
Z powodu licznych przebudów kościół posiada zniekształcone cechy stylowe z wątkami późnogotyckimi (skarpy i prezbiterium) oraz barokowymi (nawy).
Wnętrze utrzymane jest w duchu posoborowym. Jednym z niewielu elementów starszego wyposażenie jest XIX-wieczny ołtarz główny, w którym w formie płaskorzeźby przedstawiono Trójcę Świętą: Bóg Ojciec jako starzec z brodą, Syn Boży jako młody mężczyzna z krzyżem siedzący na obłokach oraz Duch Święty jako unosząca się nad nimi gołębica. W prezbiterium od północy znajduje się gotycki portal do zakrystii oraz empora na piętrze z balustradą (wnęka kolatorska). Na ścianach i suficie nie ma żadnych fresków ani malowideł.
Do najcenniejszych zabytków ruchomych należą XVIII-wieczny obraz św. Antoniego, krucyfiks z XVIII wieku, organy z 1883, neorenesansowe konfesjonały oraz neogotycka rzeźba Madonny z Dzieciątkiem zwana Matką Boską Podhalańską S. Maultza z 1929 w ołtarzu głównym.
W ściany nawy wmurowano:
- tablicę z wizerunkiem Jana III Sobieskiego, powstałą w 1933 z okazji 250 rocznicy „wiktorii wiedeńskiej”
- dwie tablice z nazwiskami ofiarodawców i dobrodziejów kościoła z okresu międzywojennego
- tablicę ku czci poległych i pomordowanych w 1939 żołnierzy 21 Dywizji Piechoty Górskiej oraz jej dowódcę – gen. Józefa Kustronia
- tablicę poświęconą gen. Mieczysławowi Borucie-Spiechowiczowi, dowódcy Grupy Operacyjnej Bielsko
- tablicę poświęconą Sybirakom
- tablicę poświęconą powstańcom warszawskim
- tablicę poświęconą żołnierzom-górnikom z okresu stalinowskiego